# Poimenski seznam evroposlancev iz Avstrije
Poimenski seznam evroposlancev iz Avstrije'.

## Seznam
| Ime                  | Stranka                                                                                  | Mandat(i)            |
| Maria Berger         | Stranka evropskih socialistov                                                            | 1999-2004 -2009      |
| Herbert Bösch        | Stranka evropskih socialistov                                                            | 1999-2004 -2009      |
| Mercedes Echerer     | Skupina Zelenih-Evropska svobodna zveza                                                  | 1999-2004            |
| Harald Ettl          | Stranka evropskih socialistov                                                            | 1999-2004 -2009      |
| Marialiese Flemming  | Evropska ljudska stranka - Evropski demokrati                                            | 1999-2004            |
| Gerhard Hager        | Neodvisni                                                                                | 1999-2004            |
| Wolfgang Ilgenfritz  | Neodvisni                                                                                | 1999-2004            |
| Othmar Karas         | Evropska ljudska stranka - Evropski demokrati                                            | 1999-2004 -2009      |
| Hans Kronberger      | Neodvisni                                                                                | 1999-2004            |
| Jörg Leichtfried     | Stranka evropskih socialistov                                                            | 2004-2009            |
| Eva Lichtenberger    | Skupina Zelenih-Evropska svobodna zveza                                                  | 2004-2009            |
| Hans-Peter Martin    | Stranka evropskih socialistov                                                            | 1999-2004 -2009      |
| Andreas Mölzer       | Neodvisni                                                                                | 2004-2009            |
| Hubert Pirker        | Evropska ljudska stranka - Evropski demokrati                                            | 1999-2004            |
| Christa Prets        | Stranka evropskih socialistov                                                            | 1999-2004 -2009      |
| Reinhard Rack        | Evropska ljudska stranka - Evropski demokrati                                            | 1999-2004 -2009      |
| Daniela Raschhofer   | Neodvisni                                                                                | 1999-2004            |
| Karin Resetarits     | Neodvisni (2004-2005) Skupina zavezništva liberalcev in demokratov za Evropo (2005-2009) | 2004-2009            |
| Paul Rübig           | Evropska ljudska stranka - Evropski demokrati                                            | 1999-2004, 2004-2009 |
| Karin Scheele        | Stranka evropskih socialistov                                                            | 1999-2004 -2009      |
| Agnes Schierhuber    | Evropska ljudska stranka - Evropski demokrati                                            | 1999-2004 -2009      |
| Richard Seeber       | Evropska ljudska stranka - Evropski demokrati                                            | 2004-2009            |
| Peter Sichrovsky     | Neodvisni                                                                                | 1999-2004            |
| Ursula Stenzel       | Evropska ljudska stranka - Evropski demokrati                                            | 1999-2004 -2009      |
| Hannes Swoboda       | Stranka evropskih socialistov                                                            | 1999-2004 -2009      |
| Johannes Voggenhuber | Skupina Zelenih-Evropska svobodna zveza                                                  | 1999-2004 -2009      |